# Hupari
Hupari (o Hupri) è una suddivisione dell'India, classificata come census town, di 28.229 abitanti, situata nel distretto di Kolhapur, nello stato federato del Maharashtra. In base al numero di abitanti la città rientra nella classe III (da 20.000 a 49.999 persone).

## Geografia fisica
La città è situata a 16° 37' 23 N e 74° 23' 58 E.

## Società

### Evoluzione demografica
Al censimento del 2001 la popolazione di Hupari assommava a 28.229 persone, delle quali 14.501 maschi e 13.728 femmine. I bambini di età inferiore o uguale ai sei anni assommavano a 3.518, dei quali 1.908 maschi e 1.610 femmine. Infine, coloro che erano in grado di saper almeno leggere e scrivere erano 19.638, dei quali 11.076 maschi e 8.562 femmine.